# Baia di Yule
La baia di Yule è una baia situata sulla costa di Pennell, nella regione nord-occidentale della Dipendenza di Ross, in Antartide. La baia, localizzata a sud della dorsale Missen, è larga alla bocca circa 27,5 km ed è delimitata, a nord, da capo Hooker, e, a sud, da capo Dayman, mentre la sua lunghezza, dalla bocca all'estremità orientale del ghiacciaio Chapman, è di circa 28 km.
All'interno della baia si gettano diversi ghiacciai, tra cui l'O'Hara e il Fortenberry, da sud, e il già citato Chapman, da est.

## Storia
La baia è stata scoperta nel 1841 nel corso della spedizione antartica guidata dal capitano James Clark Ross ed è stata così battezzata proprio da quest'ultimo in onore di Henry B. Yule, terzo in comando della nave HMS Erebus.